# Legio XX Siciliana
La Legio XX Sicilliana (en español: "Vigésima legión siciliana") fue una legión del ejército romano durante la República romana tardía y comienzos del Imperio romano. 

## Historia
Probablemente, se estableció en el periodo de las guerras civiles romanas (49-31 a. C.). El nombre Siciliana proviene del bellum Siculum contra Sexto Pompeyo en 36 a. C., que Octavio y su general Marco Vipsanio Agripa condujeron por Sicilia.
La legión solo se menciona con este nombre en las dos inscripciones funerarias de Aulo Silano y el veterano Cayo Mario de finales del siglo I a. C. Ambas inscripciones proceden de lo que hoy es la provincia italiana de Benevento y su datación es al menos incierta.
La legión estuvo estacionada en Hispania Tarraconensis del 25 al 13 a. C. La legión estuvo en Sicilia y Panonia en el año 6 a. C. La legión se disolvió en el 41 a. C., en el 36 a. C. la legión se volvió a reunir para una campaña en Sicilia.
Se desconoce si guarda alguna relación con la Legio XX Valeria Victrix, la cual se sabe existió hasta bien entrado el siglo iv.